# Alfredo Alberto Curutchet
Alfredo Alberto Curutchet ( Bell Ville, provincia de Córdoba, Argentina, 8 de diciembre de 1940 -Buenos Aires, Argentina, 10 de septiembre de 1974 ) fue un abogado, apodado El Cuqui, recordado por haber sido defensor de sindicatos, trabajadores, presos políticos y luchadores por los derechos humanos, que fue secuestrado y asesinado por la Triple A, una organización paramilitar creada por el Ministro de Bienestar Social de Juan Domingo Perón y de María Estela Martínez de Perón, José López Rega que actuó durante los gobiernos de aquellos.

## Primeros años
Creció en Pascanas, un pequeño pueblo de la provincia, y fue un excelente alumno en la escuela primaria. Su padre, Juan Curutchet, era comerciante, de ideas socialistas, y su madre Julia Garaffo, era maestra; tenía dos hermanos menores, Juan Carlos, que de adulto fue escritor y periodista, y Mirina, reconocida arquitecta. Más adelante estudió en el Liceo Militar de Córdoba y al terminar los estudios secundarios ingresó a la Facultad de Medicina, carrera que abandonó luego de aprobar una materia, para ingresar en la Facultad de Derecho de la Universidad Nacional de Córdoba, donde obtuvo su diploma de abogado a los 23 años.

## Inicio de militancia
En la universidad comenzó su militancia política con un marcado sesgo izquierdista en la Federación Universitaria de Córdoba (FUC). 
Inicialmente quiso ejercer como abogado penalista, pero luego se orientó a la práctica del Derecho Laboral, especialidad que lo acercó a los sindicatos combativos de Córdoba. Desde que ocurriera el golpe de Estado de 1966 comenzó a involucrarse en la defensa de estudiantes presos. Durante el Cordobazo fue detenido el 29 de mayo de 1969, junto con su amigo Agustín Tosco y otros sindicalistas. Después de quince días fue liberado y volvieron a detenerlo ese mismo año cuando había presentado un pedido de habeas corpus en beneficio de Tosco y de Raimundo Ongaro, dirigentes de la CGT de los Argentinos, y lo trasladan a Buenos Aires, donde estuvo preso varios meses.
Regresó a Córdoba, y en 1970 estalló un conflicto de las empresas Fiat Concord, Materfer y Grandes Motores Diesel donde estaban actuando los sindicatos clasistas Sitrac (Sindicato de trabajadores de Concord) y Sitram (Sindicatos de Trabajos de Materfer) que habían desplazado en esas empresas al sindicato nacional Unión Obrera Metalúrgica, a los que asesoraba Curutchet. El 26 de octubre de 1971 mediante la Resolución 304 del Ministerio de Trabajo se canceló la personería gremial de los dos sindicatos.
En esos años se creó la Asociación de Jóvenes Abogados, que él presidía, y también ejerció la docencia en la Escuela de Trabajo Social de la Universidad Nacional de Córdoba.
A mediados de 1972 René Salamanca, que desde algunos años atrás adhería a la línea maoísta del marxismo-leninismo y estaba afiliado al Partido Comunista Revolucionario, fue elegido Secretario General del sindicato de mecánicos SMATA que actuaba en las empresas de la industria automotriz, muy desarrollada en la Provincia de Córdoba. En 1973 Salamanca obtuvo que SMATA desplazara a la Unión Obrera Metalúrgica como representante sindical de los obreros de las fábricas Concord y Materfer y Curutchet se desempeña asesorando a SMATA. Este sindicato se oponía al Pacto Social lanzado por el gobierno de Perón.
Hacia mediados de 1974 participó en Córdoba de las reuniones del Movimiento Sindical Combativo en el que estaban los sindicatos gráfico, de luz y fuerza, y de sanidad, además de comisiones internas de otros gremios.
El 14 de agosto de 1974 viajó a la provincia de Catamarca junto a otros abogados, entre los que se encontraban Silvio Frondizi, Julio César Marcolli y Manuel Gaggero para defender a guerrilleros del ERP detenidos cuando disfrazados con uniformes del Ejército Argentino se encaminaban para copar el 17° Regimiento de Infantería Aerotransportada de esa provincia. A su regreso formularon a la prensa una denuncia afirmando que 19 guerrilleros no habían caído en combate sino que habían sido ejecutados luego de ser detenidos. Curutchet también estuvo en Río Gallegos, provincia de Santa Cruz, para defender presos del ERP que habían sido trasladados a esa ciudad.
El 10 de septiembre de 1974 en la ciudad de Buenos Aires miembros de la Triple A lo introdujeron en un automóvil Falcon y lo llevaron a un descampado en la localidad de Beccar, cercana a Buenos Aires, donde lo mataron a tiros.
De su velatorio participaron más de 10.000 personas, mientras que el fuero laboral de los tribunales de Córdoba cerró sus puertas en señal de duelo.